# Имануел Роберт Инкириванг
Имануел Роберт Инкириванг е индонезийски дипломат.

## Дипломатически път
- 1980 – магистърска степен по „Индустриални отношения“ от Университета на Филипините.
- 2000 – директор по въпросите на сътрудничеството за развитие на Асоциацията на държавите от Югоизточна Азия в Министерството на външните работи.
- 2004 – заместник-ръководител на посолството и постоянното представителство на Индонезия в службите на ООН и международните организации във Виена
- 2007 – посланик в България.